# Alessandro Riboli
Alessandro Riboli (* 13. April 1887 in Crema; † 26. September 1949 in San Vittore Olona) war ein italienischer Organist und Komponist.

## Leben und Werk
Alessandro Riboli studierte am Mailänder Konservatorium. Er wirkte einige Jahre als Direktor des Istituto musicale in Alessandria. Später wurde er Kapellmeister und Organist an der Basilica di San Stefano in Mailand. Alessandro Riboli war vor allem als Orgelimprovisator bekannt. Er schrieb Lieder, Chöre, Kammer- und Orchestermusik sowie Klavierstücke.